# Jori Lehterä
Jori Lehterä (ur. 23 grudnia 1987 w Helsinkach) – fiński hokeista, reprezentant Finlandii, olimpijczyk.
Jego wujek Tero Lehterä (ur. 1972) także był hokeistą oraz został trenerem hokejowym.

## Kariera
- Jokerit U16 (2002-2003)
- Jokerit U16 (2003-2005)
- Jokerit U16 (2005-2007)
  -  Suomi U20 (2006, 2007)
- Jokerit (2006-2007)
- Tappara (2007-2010)
  -  Peoria Rivermen (2009)
- Łokomotiw Jarosław (2010-2011)
- Sibir Nowosybirsk (2011-2014)
- St. Louis Blues (2014-2017)
- Philadelphia Flyers (2017-2019)
  -  Lehigh Valley Phantoms (2018/2019)
- SKA Sankt Petersburg (2019-2020)
- Spartak Moskwa (2020-2022)
- Tappara (2022-)

Wychowanek klubu PiTa. Od 2010 zawodnik Sibiru Nowosybirsk. W czerwcu 2013 przedłużył kontrakt o dwa lata. Od lipca 2014 zawodnik St. Louis Blues, związany dwuletnim kontraktem. W lipcu 2015 przedłużył kontrakt o trzy lata. Od czerwca 2017 zawodnik Philadelphia Flyers. W czerwcu 2019 przeszedł do SKA Sankt Petersburg. W maju 2020 przeszedł do Spartaka Moskwa. Od czerwca 2022 ponownie zawodnik Tappara.
Uczestniczył w turniejach mistrzostw świata w 2010, 2014, zimowych igrzysk olimpijskich 2014, Pucharu Świata 2016.

## Sukcesy
Reprezentacyjne
- Brązowy medal zimowych igrzysk olimpijskich: 2014
- Srebrny medal mistrzostw świata: 2014

Klubowe
- Srebrny medal mistrzostw Finlandii: 2007 z Tappara
- Brązowy medal mistrzostw Finlandii: 2008 z Tappara
- Brązowy medal mistrzostw Rosji: 2011 z Łokomotiwem

Indywidualne
- SM-liiga (2008/2009):
  - Czwarte miejsce w klasyfikacji asystentów w sezonie zasadniczym: 38 asyst[9]
- SM-liiga (2009/2010):
  - Najlepszy zawodnik miesiąca - grudzień 2009
  - Pierwsze miejsce w klasyfikacji asystentów w sezonie zasadniczym: 50 asyst[10]
  - Pierwsze miejsce w klasyfikacji kanadyjskiej w sezonie zasadniczym: 69 punktów (Trofeum Veliego-Pekki Ketoli)[11]
  - Trzecie miejsce w klasyfikacji asystentów w fazie play-off: 9 asyst[12]
  - Trofeum Lassego Oksanena - najlepszy zawodnik w sezonie zasadniczym
  - Skład gwiazd sezonu
  - Kultainen kypärä (Złoty Kask)
- KHL (2012/2013):
  - Najlepszy napastnik miesiąca: wrzesień 2012
  - Mecz Gwiazd KHL[13]
  - Piąte miejsce w klasyfikacji asystentów w sezonie zasadniczym: 31 asyst
  - Piąte miejsce w punktacji kanadyjskiej w sezonie zasadniczym: 48 punktów
- Kajotbet Hockey Games 2013 (sierpień):
  - Pierwsze miejsce w punktacji kanadyjskiej turnieju: 4 punkty
- KHL (2013/2014):
  - Mecz Gwiazd KHL[14]
- KHL (2013/2014):
  - Mecz Gwiazd KHL[14]
  - Czwarte miejsce w klasyfikacji asystentów w sezonie zasadniczym: 32 asysty
- Mistrzostwa Świata w Hokeju na Lodzie 2014/Elita:
  - Trzecie miejsce w klasyfikacji asystentów turnieju: 9 asyst
  - Czwarte miejsce w klasyfikacji kanadyjskiej turnieju: 12 punktów
  - Jeden z trzech najlepszych zawodników reprezentacji na turnieju[15]
- KHL (2020/2021):
  - Piąte miejsce w klasyfikacji asystentów w sezonie zasadniczym: 35 asyst